# Западная лысая ворона
Западная лысая ворона, или белошейная лысая ворона (лат. Picathartes gymnocephalus) — редкий вид воробьиных птиц семейства Picathartidae. Эндемик Западной Африки.
Птицы имеют чёрную спину, брюхо и шея белые. Крылья, клюв, хвостовые перья чёрные. Ноги серые. Лысая голова имеет ярко-жёлтый или слегка оранжевый цвет, в задней части - большое чёрное пятно, видимое с обеих сторон. Половой диморфизм отсутствует. Молодые птицы не отличаются от взрослых птиц, за исключением жёлтой шеи. Вес птиц составляет около 200—250 г, длина тела — около 28—41 см.
Этот вид распространён в гвинейских лесах Западной Африки, от Либерии, Сьерра-Леоне, Гвинеи, Кот-д'Ивуара до Ганы. Птица ищет на земле беспозвоночных, ракообразных, лягушек и ящериц, передвигаясь прыжками.
Птицы обычно очень тихие и лишь изредка издают звуки. В случае опасности, с другой стороны, они издают резкий сигнал тревоги (chirrrr). Змеи и хищные птицы являются одними из их естественных хищников.
Птицы живут в колониях и строят чашеобразные гнёзда из растительных волокон и грязи, прикрепляя их к склонам скал и потолкам пещер. Самка откладывает 1—2 белых яйца с коричневыми и серыми пятнами. Период размножения составляет от 20 до 25 дней. Птенцы остаются в гнезде до 26 дней после вылупления, а родители снабжают их такими мелкими животными, как насекомые и черви. Иногда соплеменники уничтожают гнёзда, которые были слишком близко построены рядом с их собственным гнездом.
Вид находится под угрозой исчезновения по данным МСОП. Популяция сильно фрагментирована, её плотность низкая. Несколько известных гнездящихся колоний изолированы друг от друга, в результате постепенного обезлесения тропических лесов изоляция усиливается, а среда обитания видов также сокращается. Основной угрозой является преобразование его среды обитания в сельскохозяйственные угодья, а также вырубка и расширение добычи полезных ископаемых в регионе. Иногда птиц ловят или их яйца собирают. Для защиты вида гнездящиеся колонии обозначаются как охраняемые районы и охраняются в период размножения.